# Trochosa intermedia
Trochosa intermedia là một loài nhện trong họ Lycosidae.
Loài này thuộc chi Trochosa. Trochosa intermedia được Carl Friedrich Roewer miêu tả năm 1960.